# Janet Horne

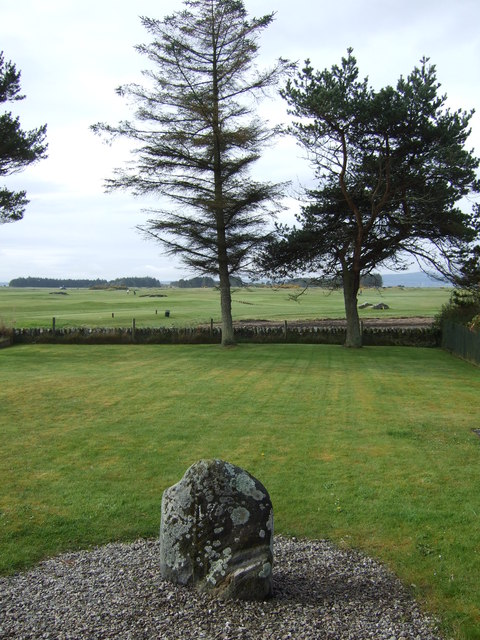
Der „Witch’s Stone“ in Dornoch, platziert am Ort ihrer Hinrichtung

Janet Horne, auch Jenny Horne (gestorben 1727) war eine Schottin, die der Hexerei angeklagt war. Sie war die letzte Frau, die auf den britischen Inseln deswegen legal zum Tod verurteilt wurde.

## Ereignis
Janet Horne und ihre Tochter wurden in Dornoch, Sutherland, Schottland, verhaftet und aufgrund von Anschuldigungen ihrer Nachbarn eingesperrt. Horne zeigte Anzeichen von Senilität und ihre Tochter hatte deformierte Hände und Füße. Die Nachbarn beschuldigten Janet Horne, ihre Tochter als Pony missbraucht zu haben, damit sie zum Teufel reiten konnte, wo das Pony neu beschlagen werden sollte. Das Gerichtsurteil wurde sehr schnell gefällt. Der Sheriff sprach beide schuldig und verurteilte die Frauen, auf dem Scheiterhaufen verbrannt zu werden. Die Tochter konnte fliehen, aber Janet wurde nackt ausgezogen, mit Teer beschmiert und durch die Straßen der Ortschaft in einem Fass geführt. Sie wurde lebendig verbrannt. Neun Jahre nach ihrem Tod wurden die Gesetze gegen Hexerei in Schottland abgeschafft.

## Hintergrund
Janet (oder Jenny) Horne war auch ein übergeordneter (generischer) Name für Hexen im Norden Schottlands zu dieser Zeit. Es ist daher schwer zu sagen, wie der wirkliche Name dieser Frau war. Zeitgenössische Schreiber könnten sie „Janet Horne“ genannt haben aus dem einfachen Grund, da ihr echter Name unbekannt war oder der Name einfach als „Janet Horne“ angegeben wurde und den Leuten nicht klar war, dass es sich um einen übergeordneten (generischen) Begriff handelte. Einige Quellen nennen als Datum der Exekution Juni 1722.